# 镇宁州 (金朝)
镇宁州，金朝时设置的州。
兴定三年（1219年），升获鹿县置，治所在今河北省鹿泉市。属河北西路。元朝初年，改名为西宁州。